# Amorce (génétique)
Pour les articles homonymes, voir Amorce.
En biologie moléculaire, l'amorce est une courte séquence d'ARN ou d'ADN, complémentaire du début d'une matrice, servant de point de départ à la synthèse du brin complémentaire de cette dernière matrice par une ADN polymérase.
- En PCR, l'utilisation d'une amorce « sens » et « anti-sens » permettent de définir la séquence de l'amplicon.
- En séquençage, on n'utilise qu'une seule des deux amorces du produit de PCR qu'on veut séquencer. Il ne faut pas avoir les deux séquences « sens » et « anti-sens » à passer ensemble dans le séquenceur, ce qui donnerait un résultat d'électrophorèse sur gel difficile à interpréter, autrement dit un électrophorégramme illisible[Quoi ?].

L'amorce est synthétisée par une enzyme particulière, la primase.